# Patrik Šorm
Patrik Šorm (né le 21 novembre 1993) est un athlète tchèque, spécialiste du 400 mètres.

## Biographie
Il remporte la médaille de bronze du relais 4 × 400 m lors des championnats d'Europe en salle 2015, à Prague, en compagnie de Daniel Němeček, Jan Tesar et Pavel Maslák, établissant un nouveau record national en salle en 3 min 4 s 09.
Il établit le 9 juillet 2016 un nouveau record national du relais 4 x 400 m avec Jan Tesař, Pavel Maslák et Michal Desenský, en 3 min 2 s 66, lors des Championnats d'Europe à Amsterdam et se classe ensuite 4e de la finale.
En 2017, il remporte la médaille de bronze du relais 4 x 400 m en 3 min 8 s 60, avec ses coéquipiers Jan Kubista, Jan Tesař et Pavel Maslák, lors des Championnats d'Europe en salle 2017 à Belgrade.

## Palmarès
| Date | Compétition                       | Lieu       | Résultat | Épreuve         | Temps         |
| ---- | --------------------------------- | ---------- | -------- | --------------- | ------------- |
| 2014 | Championnats d'Europe             | Zurich     | 8e       | 4 × 400 m       | 3 min 04 s 56 |
| 2015 | Championnats d'Europe en salle    | Prague     | 3e       | 4 × 400 m       | 3 min 04 s 09 |
| 2017 | Championnats d'Europe en salle    | Belgrade   | 3e       | 4 x 400 m       | 3 min 08 s 60 |
| 2017 | Championnats d'Europe par équipes | Lille      | 3e       | 4 x 400 m       | 3 min 03 s 31 |
| 2018 | Championnats du monde en salle    | Birmingham | 5e       | 4 x 400 m       | 3 min 04 s 87 |
| 2018 | Championnats d'Europe             | Berlin     | 7e       | 4 x 400 m       | 3 min 3 s 00  |
| 2022 | Championnats d'Europe             | Munich     | 6e       | 4 x 400 m       | 3 min 01 s 82 |
| 2023 | Championnats du monde             | Budapest   | 3e       | 4 x 400 m mixte | 3 min 11 s 98 |

## Records
| Épreuve | Épreuve   | Temps   | Lieu   | Date              |
| ------- | --------- | ------- | ------ | ----------------- |
| 400 m   | Plein air | 45 s 41 | Zagreb | 14 septembre 2021 |
| 400 m   | Salle     | 46 s 25 | Prague | 12 février 2022   |